# Hygrohypnum validum
Hygrohypnum validum là một loài rêu trong họ Amblystegiaceae. Loài này được Herzog mô tả khoa học đầu tiên năm 1916.